# 1985年のイギリス・フォーミュラ3選手権
1985年のイギリス・フォーミュラ3選手権シーズンは、第35シーズンだった。チャンピオンはマウリシオ・グージェルミンが獲得した。2位にはアンディ・ウォレス、3位は2年連続でラッセル・スペンス。のちに日本のレース界に参戦するロス・チーバー、アンドリュー・ギルバート＝スコットやアンソニー・レイド、前年の全日本F2選手権に参戦していたデイヴ・スコットらも参戦していた。

## チャンピオンシップランキング

### クラスA
| 順位 | ドライバー                              | チーム                                                  | 合計ポイント |
| ---- | --------------------------------------- | ------------------------------------------------------- | ------------ |
| 1    | マウリシオ・グージェルミン              | ウェストサリー・レーシング                              | 84           |
| 2    | アンディ・ウォレス                      | スワロー・レーシング                                    | 76           |
| 3    | ラッセル・スペンス                      | PMC Warmastyle Racing                                   | 64           |
| 4    | デイヴ・スコット                        | ルチャード・ダットンレーシング ミント・エンジニアリング | 52           |
| 5    | ゲリット・ヴァン・コーウェン            | ペガサス・レーシング                                    | 46           |
| 6    | ティム・デイビス                        | スワロー・レーシング リチャード・ダットンレーシング     | 39           |
| 7    | ロス・チーバー                          | バロール・レーシング                                    | 28           |
| 8    | ゲイリー・エヴァンス                    | マレー・テイラーレーシング                              | 26           |
| 9    | ハラルド・ハイスマン                    | エディ・ジョーダン・レーシング                          | 10           |
| ＝   | キャシー・ミュラー                      | デビッド・プライス・レーシング                          | 10           |
| 11   | アンドリュー・ギルバート＝スコット      | チャック・マッカーシー・レーシング                      | 7            |
| 12   | アンソニー・レイド                      | Scan Sport Racing デビッド・プライス・レーシング        | 5            |
| 13   | コーネリアス・オイザー                  | チーム・マグナム                                        | 3            |
| 14   | ロブ・ウィルソン (レーシングドライバー) | バロール・レーシング CWレーシング タリー・レーシング    | 2            |
| 15   | デイブ・コイン                          | デビッド・プライス・レーシング                          | 1            |
| ＝   | キース・ファイン                        | マイク・ロウ・レーシング インタースポーツ・レーシング   | 1            |